# Tales from Wales
Pour les articles homonymes, voir Bad Company.
Tales from Wales est une trilogie de courts métrages réalisés par Julian Richards alors qu'il était encore étudiant. Récompensée par de nombreux prix, elle fut souvent portée à l'écran sur différentes chaînes britanniques telles que BBC ou encore S4C. Elle est composée des films Pirates tourné en 1987, Queen Sacrifice tourné en 1988 et de Bad Company tourné en 1992.

## Pirates

### Synopsis
Clayton est le rebelle, coriace et dégourdi, rejeté des adultes mais adoré des adolescents. Alun, étudiant timide et naïf, est le cerveau. Liam est un bodybuilder, confiant et déterminé.

Le film traite de l'évolution des relations entre ces trois personnages lorsqu'ils découvrent que le patron du magasin de VHS dans lequel ils travaillent pour l'été, importe des VHS piratées.

### Récompenses
- 1988 : The Starting Out Award au Festival du Film Celtique
- 1988 : Certificate of Merit au Festival du Film International de Chicago
- 1988 : Special Jury Commendation au Festival du film de Munich

## Queen Sacrifice

### Synopsis
Davey, un jeune joueur d'échec talentueux et son professeur d'histoire, Wil Bevan se retrouvent à Bournemouth pour le championnat national britannique d'échecs. Mais lorsque Davey rencontre la jeune Helen, punk londonienne, Wil se retrouve confronté à un dilemme, entre sa responsabilité quant aux résultats de Davey lors du championnat et les aléas du premier amour du jeune homme. 

### Récompenses
- 1990 : Thames Television Award for Best Fiction Film au Festival du Court Métrage Britannique
- 1989 : ZDF Award for Best Film au Festival du film de Munich
- 1989 : Award Of Excellence au Festival du Court Métrage de Tel Aviv
- 1988 : Silver Plaque au Festival du Film International de Chicago
- 1991 : Golden Knight for Best Film au Festival du Film de Valetta
- 1989 : Certificate of Merit au Festival du film de Cork
- 1988 : Special Jury Commendation au Festival du Film Celtique